# Henry Van der Weyde
Henry Van der Weyde (30. srpna 1838 – 1924) byl anglický malíř nizozemského původu a fotograf, nejznámější svými fotografickými portréty z konce 19. století. Je považován za fotografického průkopníka v používání elektrického světla při fotografování. Mezi jeho portrétovanými byli například architekt William Burges (c. 1880), Alexandra, princezna z Walesu,A. E. Housman, herečky Mary Andersonová (1887) a Dorothy Dene (1880), sir Edwin Arnold, kulturista Eugen Sandow (1889) nebo norský polárník Fridtjof Nansen (1897).

## Životopis
Narodil se jako Pieter Hendrik van der Weijde v Zierikzee v Nizozemsku 30. srpna 1838. Byl synem doktora Pietera Hendrika van der Weijde Sr. a Jeannette Wilhelminy Lasserreové. V roce 1850 jeho rodina emigrovala do Spojených států a později sloužil v americké občanské válce. V roce 1870 emigroval do Anglie. V roce 1877 založil své fotografické studio na Regent Street čp. 182 v Londýně a začal používat obchodní značku "The Van der Weyde Light". Ten rok se stal prvním fotografem, který pózoval a pořizoval portréty s elektrickým světlem, což mu umožnilo za krátkou dobu udělat mnoho portrétů. Byl zakládajícím členem umělecké skupiny The Linked Ring, v roce 1892 zveřejnil svůj fotokorektor (Rectograph), o němž se říká, že "vyvolal rozruch ve světě fotografie".

## Galerie

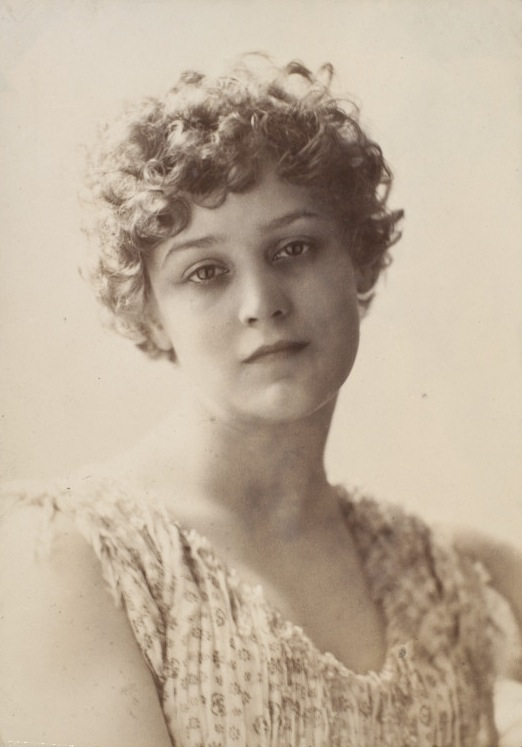
Dorothy Dene, herečka a modelka
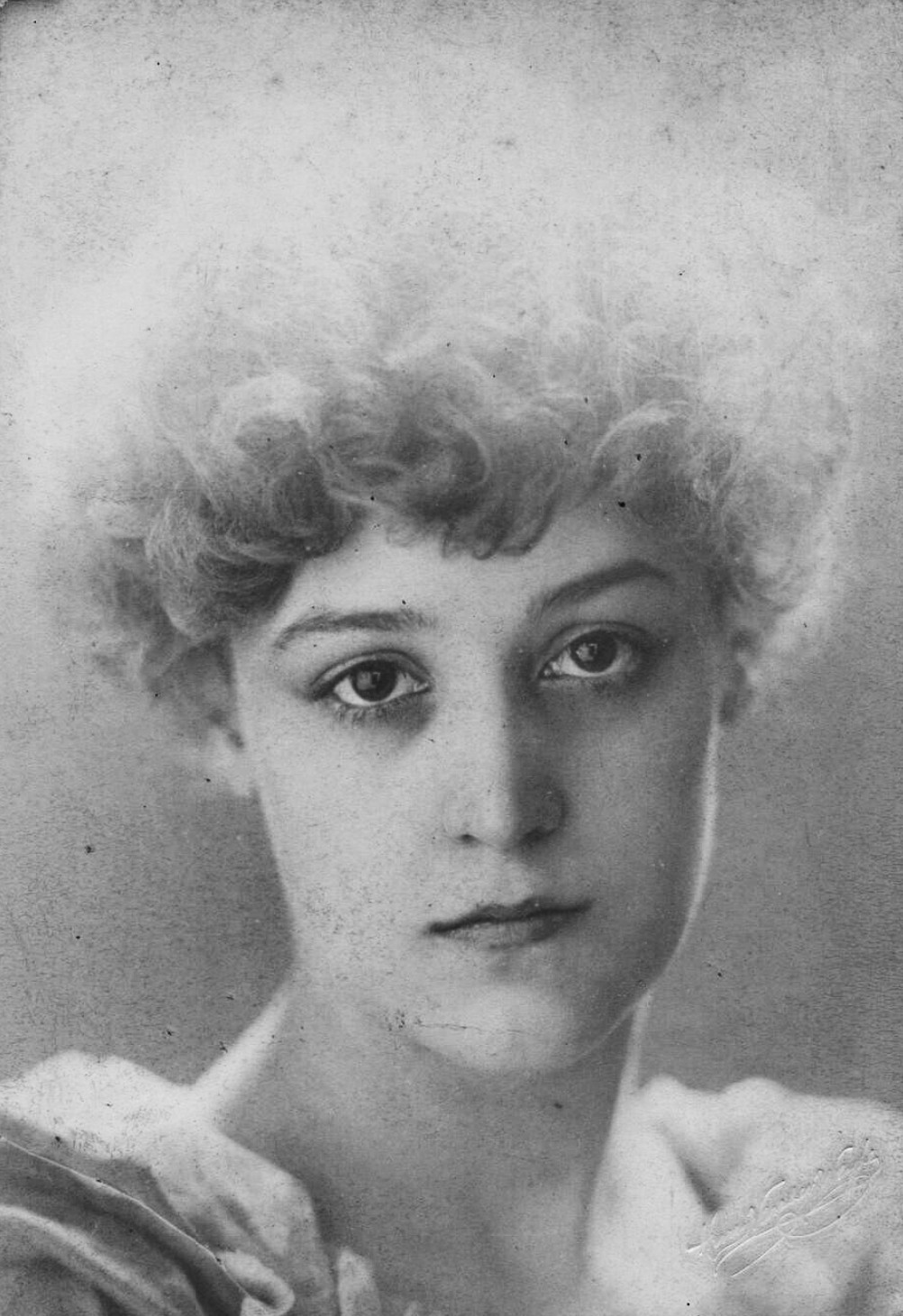
Dorothy Dene, jiné svícení
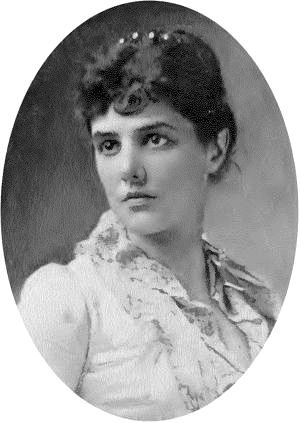
Jennie Jerome, matka Winstona Churchilla
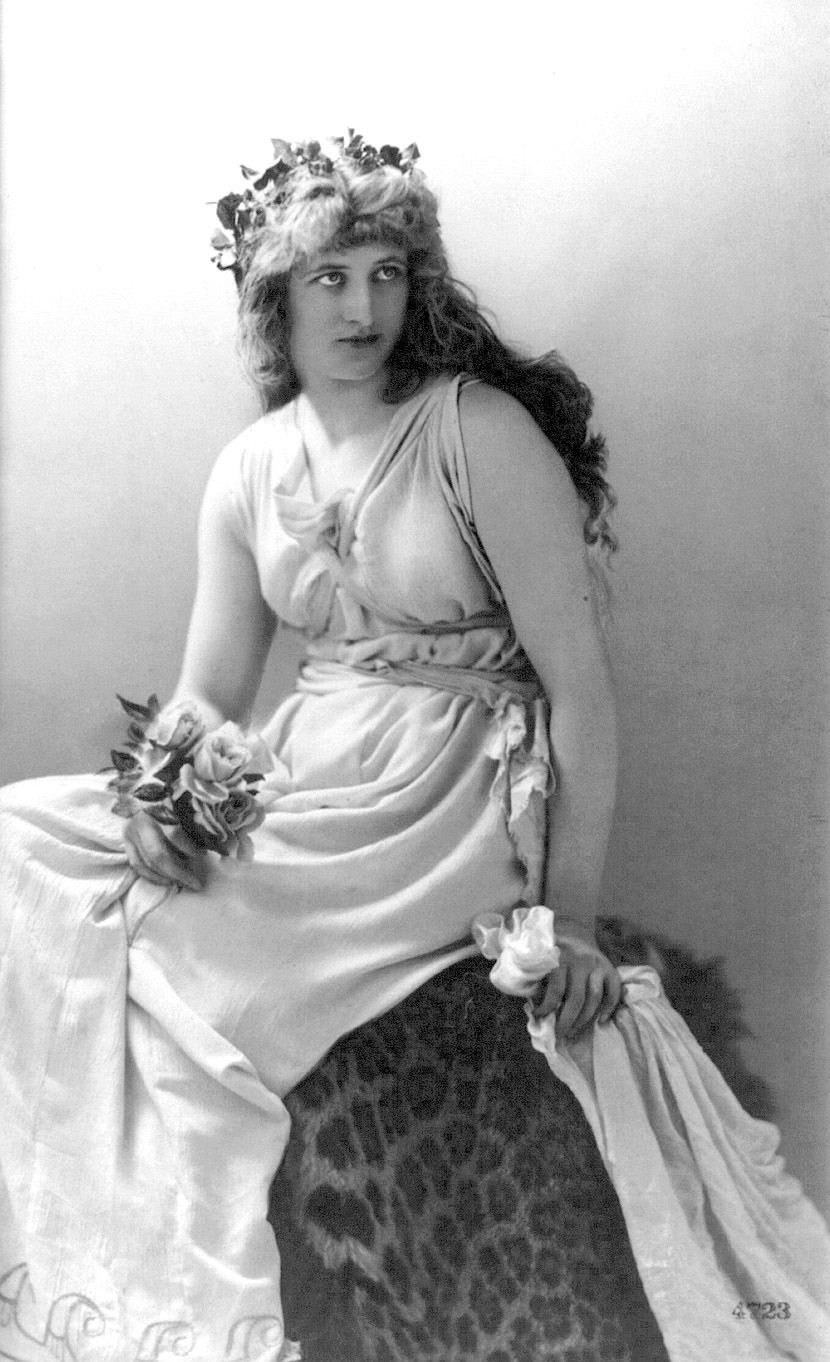
Herečka Mary Andersonová jako Perdita
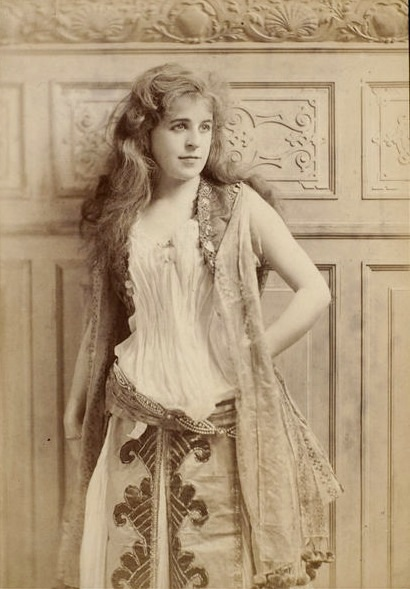
Rose Norreys (1866-1946), herečka
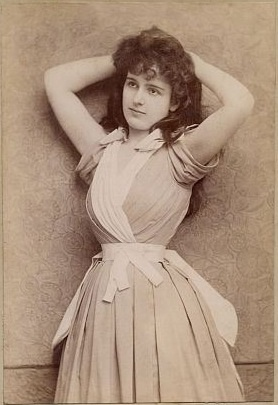
Lillian Seccombe, herečka
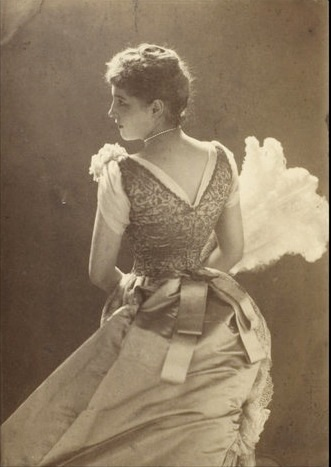
Lillie Langtry, herečka
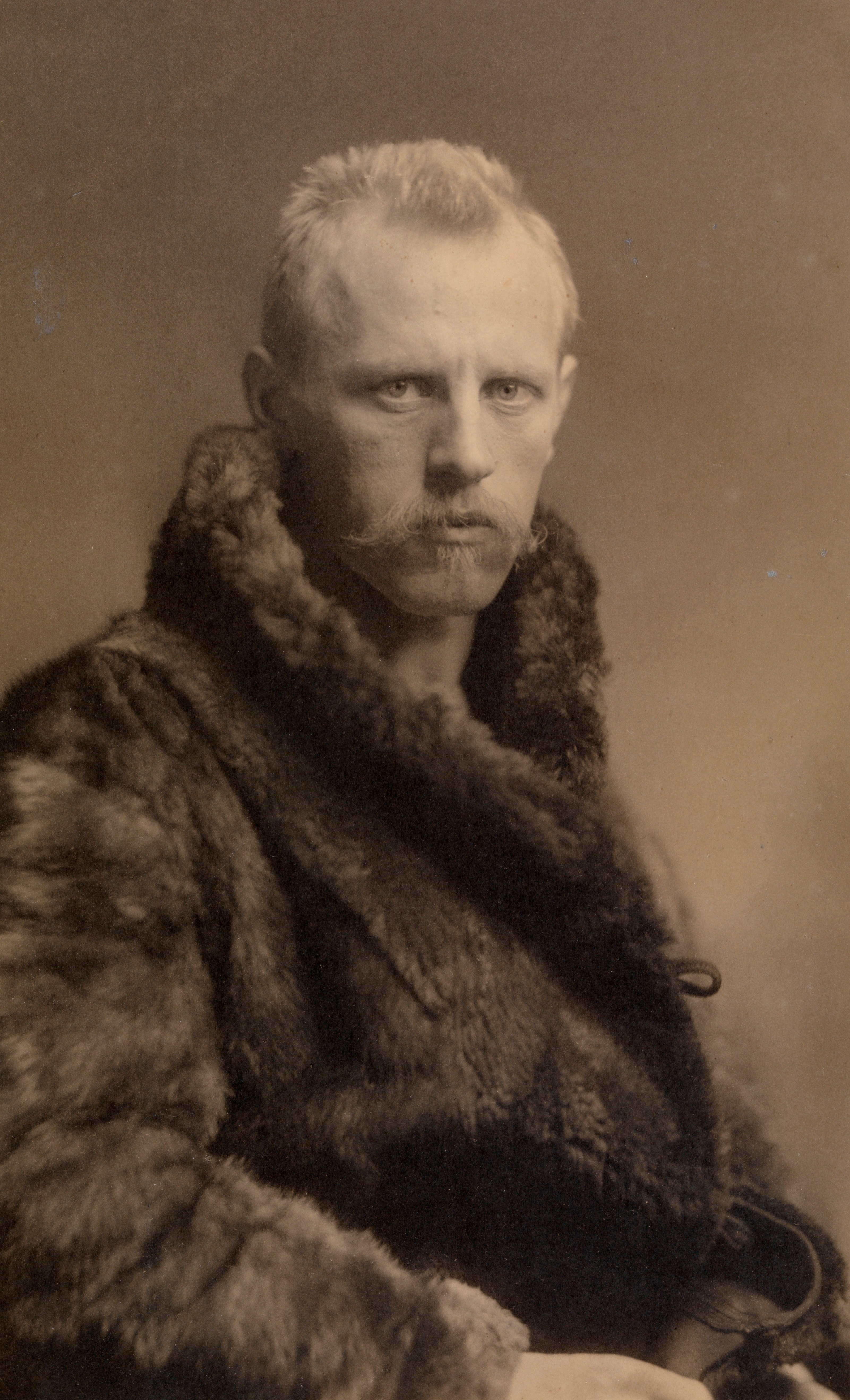
Fridtjof Nansen, norský polárník, vědec a diplomat
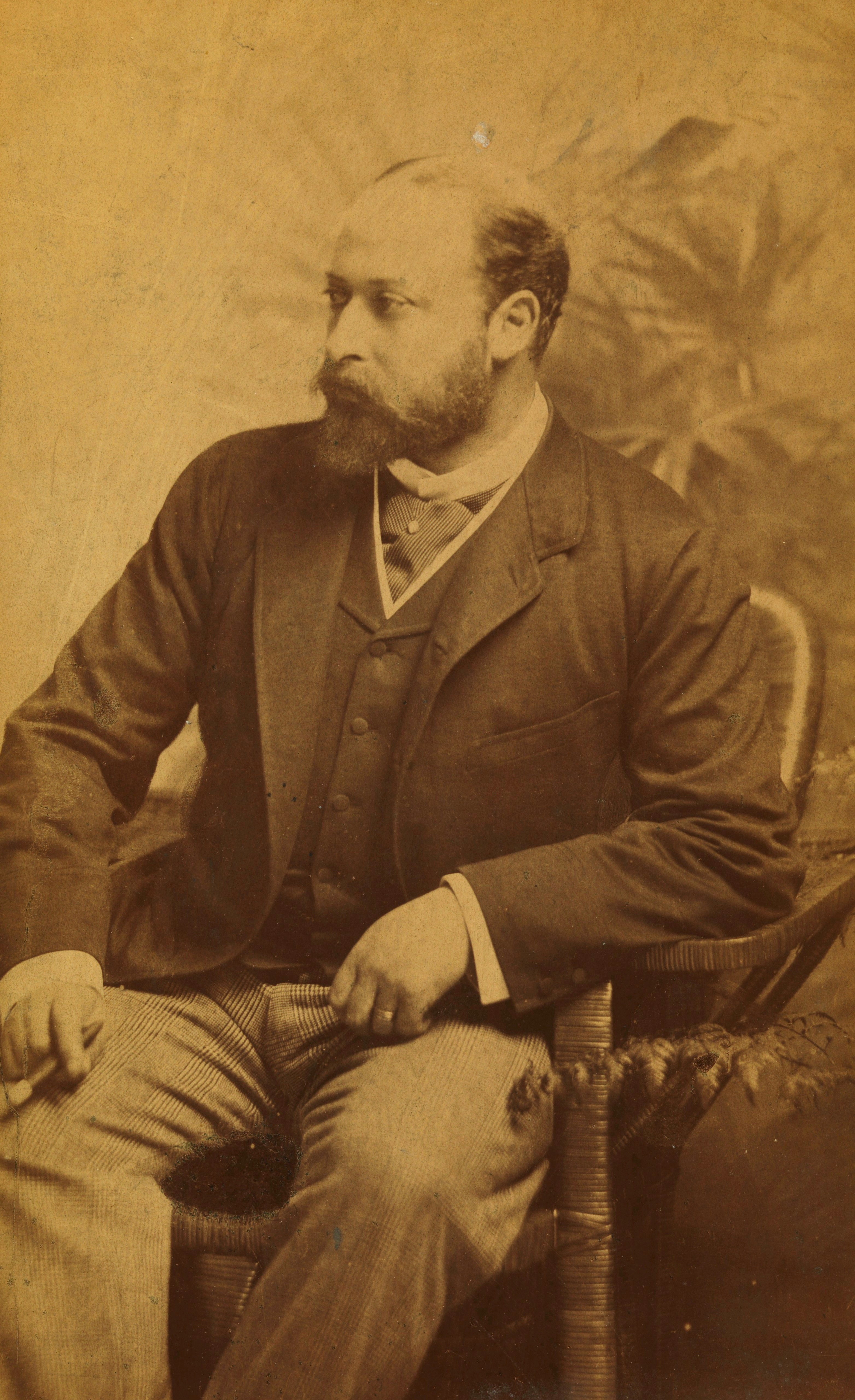
Král Spojeného království Edward VII
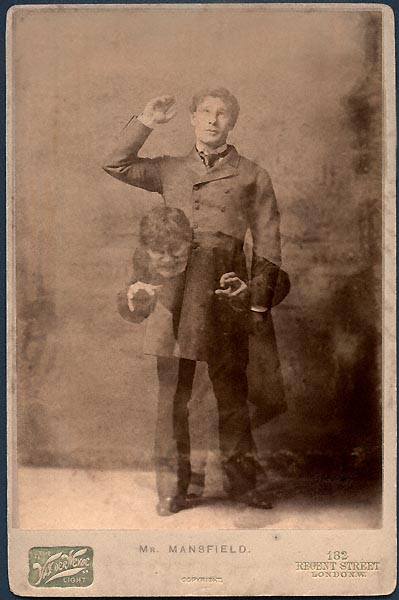
Richard Mensfield ve své dvojroli z inscenace Dr. Jekyll a Mr. Hyde, 1895, vícenásobná expozice
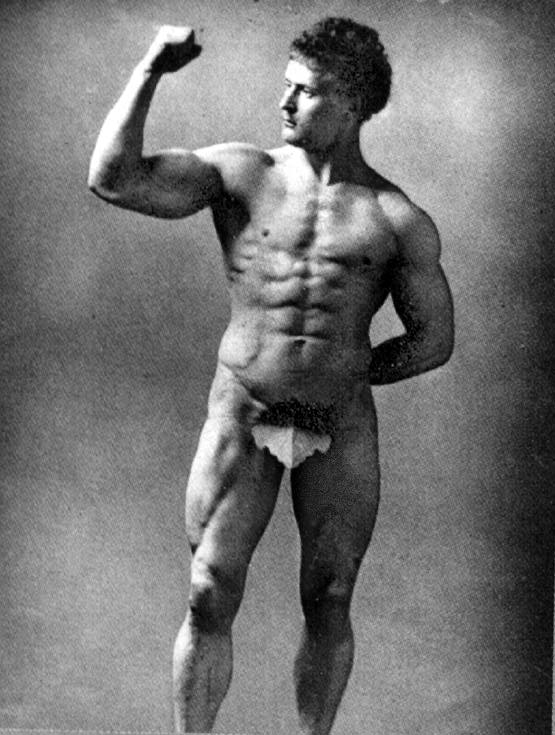
Kulturista Eugen Sandow
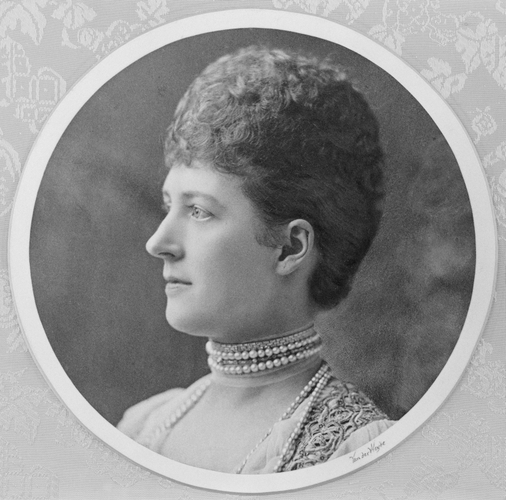
Alexandra Dánská